# Farabundo Martí

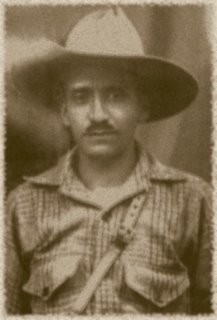
Farabundo Martí

Agustín Farabundo Martí Rodríguez (* 5. Mai 1893 in Teotepeque, La Libertad; † 1. Februar 1932) war ein Funktionär der Salvadorianischen Kommunistischen Partei (Partido Comunista Salvadoreño) in El Salvador.

## Leben
Farabundo Martí machte sein Abitur auf dem Colegio Salesiano Santa Cecilia in Santa Tecla. Er studierte Jura an der Universidad de El Salvador. 1920 wurde er nach Guatemala deportiert, da er sich politisch gegen die Meléndez-Quiñonez Dynastie engagiert hatte.
1925 beteiligte er sich an der Gründung der Partido Comunista Centroamericano.
1925 kehrte er als Delegierter des Socorro Rojo Internacional nach El Salvador zurück und half bei der Organisation in der Federación Regional de Trabajadores Salvadoreños.
Martí wurde bei verschiedenen Gelegenheiten willkürlich verhaftet und deportiert. Er wurde Delegierter der Kommunistischen Internationale. 1928 reiste Farabundo Martí nach New York, wo er der Liga Antiimperialista de las Américas beitrat. Als Delegierter dieser Organisation reiste er nach Nicaragua und fungierte zeitweise als Sekretär von General Augusto César Sandino. Am 3. Dezember 1931 putschte sich der bisherige Kriegsminister Maximiliano Hernández Martínez in San Salvador an die Macht.
Im Januar 1932 wurden Kommunalwahlen in El Salvador durchgeführt. Die PCES errang in zahlreichen Gemeinden die Mehrheit. Agustín Farabundo Martí erhielt von der PCES den Auftrag, eine Revolution vorzubereiten. Er wurde kurz vor dem Termin der Revolution verhaftet. Der Aufstand, der am 22. Januar 1932 begann, wurde von einer vorbereiteten Armee innerhalb weniger Tage niedergeschlagen. Anschließend richtete die Armee im Westen El Salvadors ein Massaker an der indigenen Bevölkerung an, bei welchem etwa 30.000 Menschen ermordet wurden. Farabundo Martí wurde standrechtlich zum Tode verurteilt und am 1. Februar 1932 zusammen mit Alfonso Luna und Mario Zapata erschossen.
Nach ihm wurde die als Rebellenorganisation gegründete heutige politische Partei El Salvadors Frente Farabundo Martí para la Liberación Nacional benannt. Ebenfalls nach Farabundo Martí benannt wurde der Sender Radio Farabundo Marti (RFM), der am 22. Januar 1982, dem 50. Jahrestag des blutig niedergeschlagenen Volksaufstands von 1932, seinen Betrieb aufnahm.